# Stazione di Grotta del Sole
La stazione Grotta del Sole è una stazione ferroviaria della Ferrovia Circumflegrea gestita dall’Ente Autonomo Volturno. È ubicata in via Reginelle, nella frazione di Monteruscello nel comune di Pozzuoli, a poche decine di metri dal confine con Giugliano, ma in territorio puteolano.
La fermata Grotta del Sole prende il nome dalla "Masseria Grotta del Sole" che ha dato il nome anche all'omonima strada posta al confine tra Giugliano e Quarto. Esiste anche una caratteristica grotta che attraversa il treno poco prima di giungere alla fermata.
La stazione non dispone di un sottopassaggio e infatti per oltrepassare i binari viene usata una passerella, anche se su quel binario (1) non passano treni.
Nel 2019, la stazione è stata rinnovata con una serie di murales sul tema della luce, e sono state installate una pensilina al binario 2 e un impianto di videosorveglianza.